# Valeriu Calancea
Valeriu Calancea (Chișinău, 18 novembre 1980) è un ex sollevatore rumeno campione mondiale a Vancouver nel 2003 ed europeo a Strasburgo 2007, che gareggiò nelle categorie dei pesi massimi leggeri e dei pesi mediomassimi.

## Biografia
Nativo di Chișinău – oggi appartenente alla Moldavia ma all'epoca facente parte dell'Unione Sovietica – nel 1999 divenne cittadino rumeno dopo aver dimostrato che la nascita di suo nonno era avvenuta in Romania. È il fratello maggiore del calciatore Nicolae Calancea.

## Carriera
Iniziò la carriera sportiva entrando a far parte del club CSM Dunărea Galați. Nel 2000 partecipò ai Giochi olimpici di Sidney dove si classificò al 10° posto con 365 kg, stabilendo un nuovo record mondiale juniores nello slancio con 205 kg. Sempre nel 2000, vinse tre medaglie ai campionati europei juniores di Rijeka: argento nello slancio e bronzo nello strappo e nel totale.
Nel 2002 vinse la medaglia di bronzo nello slancio sia agli europei di Adalia che ai mondiali di Varsavia. L'anno successivo, vinse sorprendentemente due medaglie d'oro ai campionati del mondo del 2003 a Vancouver. Nonostante un ottavo posto nello strappo con 167,5 kg sollevati, è riuscito a vincere la classifica generale con 382,5 kg dopo aver vinto il titolo nello slancio con 215 kg.
Nel 2004 ha dovuto ritirarsi dai Giochi olimpici di Atene a causa di un infortunio al gomito. Un anno dopo ai campionati europei di Sofia vinse l'oro nello slancio con 205 kg e l'argento nel totale con 367 kg, anche se nello strappo arrivò solo sesto con 162 kg. Ancora più vincente è stata la sua partecipazione ai campionati europei di Strasburgo del 2007, dove ha saputo difendere il titolo nello slancio con 208 kg e, dopo una medaglia di bronzo nello strappo con 165 kg, ha vinto anche il titolo nel totale con 373 kg.
Tuttavia, cinque mesi dopo è stato fermato per doping ai campionati mondiali di sollevamento pesi 2007 e squalificato per due anni. Dopo il suo ritorno, ha vinto la medaglia di bronzo nello slancio ai campionati del mondo del 2009 nel limite dei 94 kg. Un anno dopo vinse il titolo nello slancio e il bronzo nel totale ai campionati del mondo di Adalia. Nel 2011 non è riuscito a ripetere il suo successo piazzandosi solo al 18º posto nello strappo, mentre ha avuto tre tentativi non validi a 212 kg nello slancio. Nel marzo 2012 ha concluso la carriera di sollevatore per motivi di salute.
Dopo il ritiro, si dedicò all'attività di allenatore, tra gli altri di Mihaela Cambei.